# Jernej Abramič
Jernej Abramič, slovenski kajakaš na divjih vodah, * 17. december 1964, Nova Gorica.
Abramič je za Slovenijo nastopil na Poletnih olimpijskih igrah 1996 v Atlanti, kjer je nastopil v slalomu in osvojil 7. mesto.
Leta 1985 je osvojil 3. mesto na svetovnem prvenstvu, leta 1987 je na svetovnem prvenstvu osvojil dve srebrni medalji, leta 1989 pa je postal svetovni prvak.